# همرسهایم
همرسهایم (به آلمانی: Hemmersheim) یک شهر در آلمان است که در نوی‌شتات واقع شده‌است. همرسهایم ۶۹۰ نفر جمعیت دارد.